# Kanton Ajaccio-5
Ajaccio-5 is een kanton van het Franse departement Corse-du-Sud. Het kanton maakt deel uit van het arrondissement Ajaccio.
Het kanton omvat uitsluitend een deel van de gemeente Ajaccio.